# Zweedse Weg

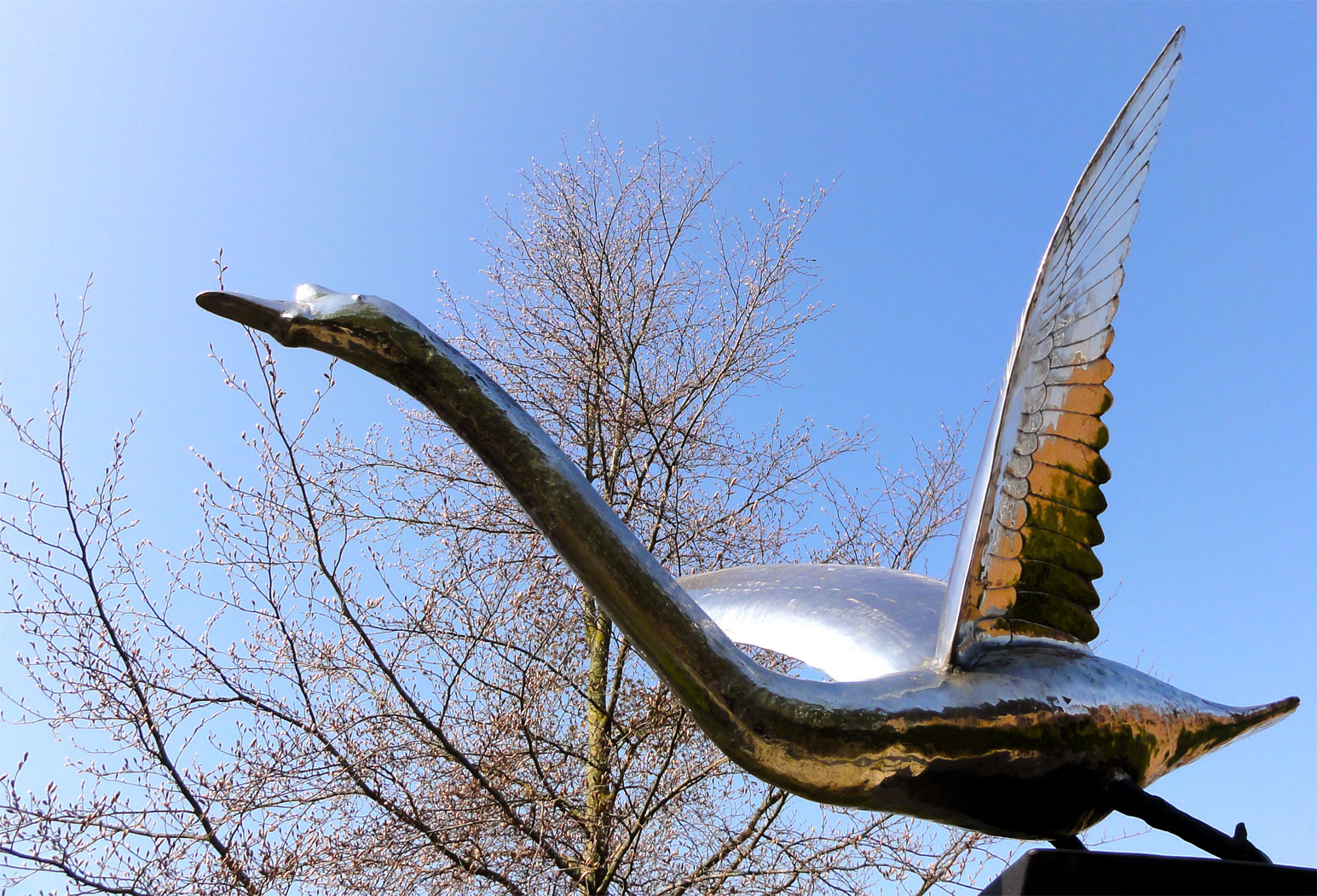
Detail oorlogsmonument ter herdenking van de verzetsgroep Zwaantje in Delfzijl door Jan Wessels

De Zweedse Weg was tijdens de Tweede Wereldoorlog een ontsnappingsroute voor Engelandvaarders die naar Engeland wilden gaan. Deze mensen konden over de Noordzee naar Engeland proberen te ontsnappen of ze konden via de Zwitserse Weg of de Zweedse Weg reizen. Later werd de Zweedse Weg ook gebruikt door koeriers die berichten en zenders moesten vervoeren. Ook werd de Zweedse weg gebruikt voor het naar Nederland brengen van medicijnen (vooral insuline), het Londense weekblad Vrij Nederland en foto's van de koninklijke familie.
In Delfzijl woonde een huisarts, Allard Oosterhuis, die tevens een rederij bezat; zijn kustvaarders voeren van Delfzijl naar Stockholm in het neutrale Zweden. Met deze coasters hielp hij een aantal Engelandvaarders het land uit.
In de loop van 1942 legde de Nederlandse consul-generaal in Stockholm, A.M. de Jong, contact met Oosterhuis om ook spionage-gegevens het land uit te smokkelen. Die gegevens waren zelden actueel maar toch nuttig.
Oosterhuis ontmoette zijn contacten vaak in café 't Zwaantje, en al gauw werd Zwaantje zijn naam in de illegaliteit. Later noemde de verzetsgroep zich Groep Zwaantje; ook scheepskapitein Roossien was hierbij betrokken.
Het lukte Oosterhuis rechtstreeks van de Secret Intelligence Service MI-6 een zender te verkrijgen; het duurde echter vele maanden voordat die verbinding echt werkte. Omdat hij de vernieuwde Ordedienst (onder leiding van Jhr Six) voor was moest de OD via de zender van Oosterhuis contact met Londen zien te leggen.
Enkele andere spionagegroepen, waaronder Groep Kees van Kees Dutilh, wisten eveneens via Oosterhuis berichten naar Londen te verzenden.
In juli 1943 werd de groep door kapitein F J M Aben, die bij Groep Zwaantje betrokken was, verraden;toch overleefden de meesten de oorlog.